# XEmacs
XEmacs és un editor de text que funciona tant en manera gràfica com en consola i s'executa en qualsevol sistema operatiu Unix-like així com en Microsoft Windows. XEmacs és un fork, desenvolupat basant-se en una versió de Emacs dels 80. Qualsevol usuari pot baixar, usar i modificar XEmacs així com qualsevol Programari lliure disponible amb la llicència GNU.